# Camilla Sparv
Pour les articles homonymes, voir Sparv.
Camilla Sparv, née le 3 juin 1943 à Stockholm, est une actrice suédoise. Elle est principalement connue pour son rôle dans Un truand (Dead Heat on a Merry-Go-Round) de Bernard Girard pour lequel elle remporte un Golden Globe Award en 1967.

## Biographie

### Carrière
Elle débute au cinéma en 1966 en jouant dans Le Dortoir des anges (The Trouble with Angels) d'Ida Lupino, Bien joué Matt Helm de Henry Levin et Un truand de Bernard Girard pour lequel elle remporte le Golden Globe Award du meilleur espoir féminin en 1967. Elle obtient plusieurs rôles au cinéma et joue notamment avec Robert Redford et Gene Hackman dans La Descente infernale de Michael Ritchie en 1969. Par la suite, elle alterne cinéma et télévision et termine sa carrière dans les années 1980 en faisant des apparitions dans des séries télévisées, des téléfilms et des films dits de série B.

### Cinéma

#### Films
- 1966 : Le Dortoir des anges (The Trouble with Angels) d'Ida Lupino : Sœur Constance
- 1966 : Un truand (Dead Heat on a Merry-Go-Round) de Bernard Girard : Inger Knudson
- 1966 : Bien joué Matt Helm (Murderers' Row) de Henry Levin : Coco Duquette
- 1968 : Services spéciaux, division K (Assignment K) de Val Guest : Tony Peters
- 1968 : Mandat d'arrêt (Nobody Runs Forever) de Ralph Thomas : Lisa Pretorius
- 1969 : L'Or de MacKenna (MacKenna's Gold) de J. Lee Thompson : Inga
- 1969 : La Descente infernale (Downhill Racer) de Michael Ritchie : Carole Stahl
- 1978 : L'Empire du Grec (The Greek Tycoon) de J. Lee Thompson : Simi Tomasis
- 1979 : Winter Kills de William Richert : A beautiful woman
- 1980 : Cabo Blanco de J. Lee Thompson : Hera
- 1983 : Survival Zone (en) de Percival Rubens : Lucy
- 1986 : America 3000 (en) de David Engelbach : Reya
- 1993 : The Naked Truth (en) de Nico Mastorakis : The Maitre D

### Télévision

#### Séries télévisées
- 1965 : The Rogues (en) : Helene
- 1975 : Switch : Britt Engstorm
- 1976 : 200 dollars plus les frais (The Rockford Files) : Evelyn / Maggie
- 1977 : Hawaï police d'État (Hawaii-Five-O) : Cathi Ryan
- 1977 : Hunter ("Hunter") (série TV) : Katryn
- 1977 : The Feather and Father Gang : Lilah
- 1980 : Barnaby Jones : Louise Winslow
- 1980 : The Misadventures of Sheriff Lobo: Nicole Russo
- 1980 : Timide et sans complexe (Tenspeed and Brown Shoe) : Camilla Carras
- 1981 : Today's F.B.I. (en) : A Spy
- 1982 : L'Île fantastique : Irena
- 1983 : Simon et Simon : Heidi
- 1983 : Automan : Tanya
- 1984 : Supercopter : Maria

#### Téléfilms
- 1977 : Never Con a Killer de Buzz Kulik : Lilah
- 1981 : Jacqueline Susann's Valley of the Dolls de Walter Grauman : Vivienne
- 1982 : Massarati and the Brain d'Harvey Hart : Dorothea